# Pat Smear
Pat Smear, właśc. Georg Ruthenberg (ur. 5 sierpnia 1959) – gitarzysta rockowy.
W latach 1977–1980 był członkiem The Germs. Po śmierci wokalisty i lidera Darby'ego Crasha w 1980 r. zespół przestał istnieć. W latach 80. Smear grał m.in. z Niną Hagen oraz wystąpił w paru filmach (np. Łowca androidów). Wydał 2 płyty solowe. Odrzucił propozycję zastąpienia w Red Hot Chili Peppers Johna Frusciante. Dołączył do Nirvany w 1993 r. i grał z nią na całej trasie promującej płytę In Utero. Po śmierci Kurta Cobaina został członkiem Foo Fighters, zespołu byłego perkusisty Nirvany Dave'a Grohla. Odszedł z niego w 1997 r. Wystąpił w teledysku Don't Speak No Doubt. W 2006 Pat Smear powrócił do grupy Foo Fighters jako gitarzysta koncertowy. W 2010 zespół oficjalnie potwierdził, że Smear został ponownie pełnoprawnym członkiem zespołu. Nagrał z Foo Fighters płytę, Wasting Light.

## Dyskografia
- Ruthensmear (1987)
- So You Fell in Love With a Musician (1992)

## Filmografia
- Sound City (jako on sam, 2013, film dokumentalny, reżyseria: Dave Grohl)[1]
- Studio 666 (jako on sam, 2022)